# EMT Squared
EMT Squared Co.,Ltd. (株式会社EMTスクエアード Kabushiki-gaisha EMT sukueādo?) es un estudio de animación japonés fundado en julio de 2013, usualmente se dedica a la colaboración en producción y realización de animación intermedia de series de anime. En sus obras se encuentra la realización de la animación intermedia de la sexta temporada de Natsume Yūjin-Chō y la colaboración en la producción de la adaptación al anime de ReLIFE.

## Trabajos

#### Series de televisión
| Año  | Título                                                                         | Director(es)             | Fecha de primera transmisión | Fecha de última transmisión | Eps. | Notas | Refs.                |
| ---- | ------------------------------------------------------------------------------ | ------------------------ | ---------------------------- | --------------------------- | ---- | --- | -------------------- |
| 2015 | Ame-iro Cocoa                                                                  | Tomomi Mochizuki         | 5 de abril de 2015           | 21 de junio de 2015         | 12   | Adaptación del web manga publicado por IAM.                                                               | [ 3 ]                |
| 2015 | Ame-iro Cocoa: Rainy Color e Youkoso!                                          | Kazuomi Koga             | 5 de octubre de 2015         | 27 de diciembre de 2015     | 12   | Secuela de Ame-iro Cocoa.                                                                                 | [ 4 ]                |
| 2016 | Kuma Miko                                                                      | Kiyoshi Matsuda          | 3 de abril de 2016           | 19 de junio de 2016         | 12   | Adaptación del manga escrito e ilustrado por Masume Yoshimoto. Coproducción junto a Kinema Citrus.        | [ 5 ]                |
| 2016 | Fudanshi Kōkō Seikatsu                                                         | Toshikatsu Tokoro        | 5 de julio de 2016           | 20 de septiembre de 2016    | 12   | Adaptación del manga yonkoma escrito e ilustrado por Michinoku Atami.                                     | [ 6 ]                |
| 2016 | Ame-iro Cocoa in Hawaii                                                        | Hisashi Ishii            | 2 de octubre de 2016         | 18 de diciembre de 2016     | 12   | Secuela de Ame-iro Cocoa: Rainy Color e Youkoso!.                                                         | [ 7 ]                |
| 2017 | Nyanko Days                                                                    | Yoshimasa Hiraike        | 8 de enero de 2017           | 26 de marzo de 2017         | 12   | Adaptación del manga escrito e ilustrado por Tarabagani.                                                  | [ 8 ]                |
| 2017 | Ren'ai Bōkun                                                                   | Atsushi Nigorikawa       | 6 de abril de 2017           | 22 de junio de 2017         | 12   | Adaptación del manga escrito e ilustrado por Megane Mihoshi.                                              | [ 9 ]                |
| 2017 | Urahara                                                                        | Amika Kubo               | 4 de octubre de 2017         | 20 de diciembre de 2017     | 12   | Adaptación del web manga creado por Mugi Tanaka. Coproducción junto a Shirogumi.                          | [ 10 ]               |
| 2017 | Ame-iro Cocoa Series: Ame-con!!                                                | Hisashi Ishii            | 4 de octubre de 2017         | 20 de diciembre de 2017     | 12   | Secuela de Ame-iro Cocoa in Hawaii.                                                                       | [ 11 ]               |
| 2018 | Alice or Alice: Siscon Niisan to Futago no Imouto                              | Kōsuke Kobayashi         | 4 de abril de 2018           | 20 de junio de 2018         | 12   | Adaptación del manga yonkoma escrito e ilustrado por Riko Korie.                                          | [ 12 ]               |
| 2018 | Hyakuren no Haō to Seiyaku no Valkyria                                         | Kōsuke Kobayashi         | 8 de julio de 2018           | 23 de septiembre de 2018    | 12   | Adaptación de las novelas ligeras escritas por Seiichi Takayama e ilustradas por Yukisan.                 | [ 13 ]               |
| 2019 | Ame-iro Cocoa: Side G                                                          | Hisashi Ishii            | 9 de enero de 2019           | 26 de marzo de 2019         | 12   | Secuela de Ame-iro Cocoa Series: Ame-con!!.                                                               | [ 14 ]               |
| 2019 | Assasin's Pride                                                                | Kazuya Aiura             | 10 de octubre de 2019        | 26 de diciembre de 2019     | 12   | Adaptación de las novelas ligeras escritas por Key Amagi e ilustradas por Nino Ninomoto.                  | [ 15 ]               |
| 2020 | Boku no Tonari ni Ankoku Hakaishin ga Imasu.                                   | Atsushi Nigorikawa       | 11 de enero de 2020          | 28 de marzo de 2020         | 12   | Adaptación del manga escrito e ilustrado por Arata Aki.                                                   | [ 16 ]               |
| 2020 | Kuma Kuma Kuma Bear                                                            | Hisashi Ishii Yuu Nobuta | 7 de octubre de 2020         | 23 de diciembre de 2020     | 12   | Adaptación de las novelas ligeras escritas por Kumanan e ilustradas por 029.                              | [ 17 ]               |
| 2021 | Cheat Kusushi no Slow Life: Isekai ni Tsukurou Drugstore                       | Masafumi Sato            | 7 de julio de 2021           | 22 de septiembre de 2021    | 12   | Adaptación de las novelas ligeras escritas por Kennoji e ilustradas por Matsuuni.                         | [ 18 ]               |
| 2022 | Yūsha, Yamemasu                                                                | Yuu Nobuta Hisashi Ishii | 5 de abril de 2022           | 21 de junio de 2022         | 12   | Adaptación de las novelas ligeras escritas por Quantum e ilustradas por Hana Amano.                       | [ 19 ]               |
| 2022 | Shoot! Goal to the Future                                                      | Noriyuki Nakamura        | 2 de julio de 2022           | 24 de septiembre de 2022    | 13   | Relacionado con el manga Shoot! de Tsukasa Ooshima. Coproducción junto a Magic Bus.                       | [ 20 ]               |
| 2022 | Yūsha Party wo Tsuihou Sareta Beast Tamer, Saikyōshu no Nekomimi Shōjo to Deau | Atsushi Nigorikawa       | 2 de octubre de 2022         | 25 de diciembre de 2022     | 13   | Adaptado de una serie de novelas ligeras de Suzu Miyama.                                                  | [ 21 ]               |
| 2023 | Kuma Kuma Kuma Bear Punch!                                                     | Yuu Nobuta Hisashi Ishii | 3 de abril de 2023           | 19 de junio de 2023         | 12   | Secuela de Kuma Kuma Kuma Bear.                                                                           | [ 22 ]               |
| 2023 | Tensei Kizoku no Isekai Bōken Roku                                             | Noriyuki Nakamura        | 3 de abril de 2023           | 18 de junio de 2023         | 12   | Adaptación de las novelas ligeras escritas por Yashu e ilustradas por Mo. Coproducción junto a Magic Bus. | [ 23 ]               |
| 2024 | Isekai de Mofumofu Nadenade Suru Tameni Ganbattemasu                           | Jun'ichi Kitamura        | 7 de enero de 2024           | 24 de marzo de 2024         | 12   | Adaptación de las novelas ligeras escritas por Himawari e ilustradas por Kiouran.                         | [ 24 ]               |
| 2024 | Shūmatsu Train Doko e Iku?                                                     | Tsutomu Mizushima        | 1 de abril de 2024           | 24 de junio de 2024         | 12   | Historia original.                                                                                        | [ 25 ] [ 26 ]        |
| 2024 | Isekai Yururi Kikō                                                             | Atsushi Nigorikawa       | 8 de julio de 2024           | 23 de septiembre de 2024    | 12   | Adaptación de las novelas ligeras escritas por Shizuru Minazuki e ilustradas por Yamakawa.                | [ 27 ] [ 28 ] [ 29 ] |
| 2025 | Kisaki Kyōiku kara Nigetai Watashi                                             | Shinobu Tagashira        | 5 de enero de 2025           | 23 de marzo de 2025         | 12   | Adaptación de las novelas ligeras escritas por Izumi Sawano e ilustradas por Miru Yumesaki.               | [ 30 ]               |
| 2025 | Aru Majo ga Shinu Made                                                         | Atsushi Nigorikawa       | 1 de abril de 2025           | 17 de junio de 2025         | 12   | Adaptación de las novelas ligeras escritas por Saka e ilustradas por Chorefuji.                           | [ 31 ] [ 32 ]        |
| 2025 | Ballpark de Tsukamaete!                                                        | Jun'ichi Kitamura        | 2 de abril de 2025           | 18 de junio de 2025         | 12   | Adaptación del manga escrito e ilustrado por Tatsurō Suga.                                                | [ 33 ] [ 34 ] [ 35 ] |
| 2025 | Kanchigai no Atelier Meister                                                   | Hisashi Ishii            | 6 de abril de 2025           | 15 de junio de 2025         | 12   | Adaptación del manga escrito por Yōsuke Tokino e ilustrado por Naharu Furukawa.                           | [ 36 ] [ 37 ]        |
| 2026 | Maō no Musume wa Yasashi Sugiru!!                                              | Masahiko Ōta             | 2026                         | —                           | —    | Adaptación del manga escrito e ilustrado por Yūya Sakamoto.                                               | [ 38 ]               |
| —    | Heroine? Seijo? Iie, All Works Maid desu (ko)!                                 | —                        | —                            | —                           | —    | Adaptación de las novelas ligeras escritas por Atekichi e ilustradas por Yukiko.                          | [ 39 ]               |

#### ONAs
| Año  | Título                     | Director(es)             | Fecha de primera transmisión | Fecha de última transmisión | Eps. | Notas                                        | Refs.  |
| ---- | -------------------------- | ------------------------ | ---------------------------- | --------------------------- | ---- | -------------------------------------------- | ------ |
| 2017 | Jian Wangchao              | Masatsugu Arakawa        | 26 de abril de 2017          | 5 de julio de 2017          | 12   | Adaptación de la novela escrita por Rao Jun. | [ 40 ] |
| 2020 | Bear Bear Bear Kuma!       | Yuu Nobuta Hisashi Ishii | 9 de octubre de 2020         | 25 de diciembre de 2020     | 12   | Mini episodios de Kuma Kuma Kuma Bear        |        |
| 2023 | Bear Bear Bear Kuma Punch! | Yuu Nobuta Hisashi Ishii | 3 de abril de 2023           | 19 de junio de 2023         | 12   | Mini episodios de Kuma Kuma Kuma Bear Punch! |        |

#### Colaboraciones
- ReLIFE (2016) (Colaboración en la producción)
- Natsume Yūjin-Chō Roku (2017) (Colaboración con animación intermedia)[41]